# 1927年利比里亞大選
1927年利比里亞大選在5月3日舉行，代表真輝格黨的時任總統查理斯·京擊敗人民黨的湯馬士·霍拿，成功連任，出任第三個任期。
是次選舉後來被國內的選舉委員會稱之為「歷來作假程度最大」，亦獲得《健力士世界紀錄》認可為有紀錄史上舞弊最嚴重的選舉。根據官方偽造的結果，京氏奪得約23萬票，霍拿僅有不足9,000票，但全國只有少於15,000人登記為選民，因此投票率為至少1,590%。

## 選舉結果
| 候选人     | 候选人                            | 政党     | 票数    | %      |
| ---------- | --------------------------------- | -------- | ------- | ------ |
|            | 查理斯·京                         | 真輝格黨 | 229,527 | 96.23  |
|            | 湯馬士·霍拿（Thomas J. Faulkner） | 人民黨   | 8,992   | 3.77   |
| 总共       | 总共                              | 总共     | 238,519 | 100.00 |
|            |                                   |          |         |        |
| 资料来源： |                                   |          |         |        |

## 選舉餘波
選舉過後，霍拿批評有真輝格黨政府官員僱用奴隸為家傭，又販賣奴隸到西班牙殖民地費爾南多波島（今赤道几内亚），當中更有軍人涉事。雖然政府否認兼且拒絕配合，不過國際聯盟仍然成立國際委員會，調查利比里亞國內有否存在奴隸及強迫勞工，由嘉富伯·基斯汀主持，定奪情況之嚴重性。美國總統赫伯特·胡佛一度中止兩國關係，逼使利比里亞政府配合調查。1930年，委員會發表報告，認為未能證明國內存在奴隸及強迫勞工，但透露京氏及副總統亞倫·殷斯透過奴隸獲利。事後有建議將利比里亞交由國際聯盟託管。眾議院及後啟動彈劾總統程序，京氏旋即辭職，由埃德温·巴克利接任。而霍拿則四年後再參選，惟同樣落敗。